# Les Créatures (film)
Pour plus de détails, voir Fiche technique et Distribution.
Les Créatures (en suédois : Varelserna) est un drame fantastique réalisé par Agnès Varda et distribué en 1966.
Le film fait partie de la sélection officielle de la Mostra de Venise 1966, où il reçoit des critiques mitigées, et est un échec commercial. 

## Synopsis
Mylène et Edgar Piccoli sont dans une voiture sur une route déserte. Mylène souhaite qu'Edgar ralentisse mais il refuse et un accident de la route ne tarde pas à se produire.
Quelque temps plus tard, Edgar, qui a survécu à l'accident, passe le temps en faisant de longues promenades et en regardant la marée sur une plateforme. Il vit maintenant à Noirmoutier et est distant du reste des habitants : les enfants le trouvent effrayant et les adultes le trouvent trop réservé mais très poli. Max et Pierre, deux vendeurs de tissu, qui soutiennent que quelque chose est étrange chez Edgar décident de profiter de lui : ils miment une bagarre pour le coincer et lui faire déchirer un drap qu'il doit ensuite leur repayer cinquante francs.
Plus tard, les deux vendeurs décident de venir harceler Edgar chez lui alors qu'il passe du temps avec Mylène, qui est maintenant enceinte et qui a survécu à l'accident de route mais s'est retrouvée muette. Edgar parvient à les dérouter mais découvre en sortant de chez lui une pile de draps à côté d'un chat mort.
Edgar tente de trouver le propriétaire du chat, mais quand il est accusé de l'avoir tué, l'image devient rouge et accuse le cuisinier de l'hôtel de la ville, qui sert de la viande de chat quand il n'a plus de viande de lapin, et commence à battre ses accusateurs avec le cadavre du chat. La gérante de l'hôtel intervient et rassure Edgar en lui disant que son chat est vivant. En enterrant le chat, Edgar découvre qu'un étrange disque métallique y est accroché.
Il est révélé que les événements étranges de l'intrigue font partie d'une histoire qu'Edgar, écrivain de science-fiction, est en train d'écrire, même si la frontière entre la fiction et la réalité n'est jamais clairement établie. Edgar explique qu'un être, qui est plus une forme maléfique qu'un homme ou un animal, peut contrôler, grâce à un appareil dont la batterie ne dure qu'une heure, les habitants de la ville où il réside afin de ruiner leurs relations sociales.
Pour Edgar, les soupçons se dirigent vers M. Ducasse, un de ses voisins qui vit dans une tour où il est interdit d'entrer. Avec l'aide des vendeurs de tissu, Edgar parvient à entrer chez M. Ducasse et enquête. Ils retrouvent M. Ducasse, qui démontre son pouvoir en forçant l'un des vendeurs à sauter de la fenêtre, sauvé par Edgar. Les vendeurs s'enfuient tandis que M. Ducasse dit à Edgar qu'il lui donnera toutes les réponses qu'il désire s'il parvient à le battre lors d'une partie d'un jeu tordu ressemblant aux échecs, ce qu'Edgar accepte.
Dans ce jeu, les pions sont des versions miniatures des habitants de la ville qui sont amenés à interagir, avec un écran montrant lesdites interactions. Pour gagner, Edgar doit réussir à garder intactes les relations que M. Ducasse essaie de détruire une minute à la fois. Le jeu se termine de force quand le vieux gérant de l'hôtel local, manipulé par M. Ducasse, tenter de violer Suzon, la fille de l'épicière. Edgar détruit l'équipement de M. Ducasse et ils se battent. La lutte les mène en haut de la tour de la maison, de laquelle M. Ducasse tombe, le menant à sa mort.
En rentrant chez lui, Edgar apprend que Mylène va accoucher et, en voulant appeler le docteur local, découvre que M. Ducasse s'est suicidé en sautant du balcon de sa tour, de la même manière que dans l'histoire d'Edgar. Mylène accouche d'un petit garçon et retrouve l'usage de la parole.

## Fiche technique
- Titre français : Les créatures
- Titre suédois : Varelserna
- Réalisation : Agnès Varda assistée de Jacques Baratier
- Scénario : Agnès Varda
- Script : Élisabeth Rappeneau
- Production : Mag Bodard, Philippe Dussart
- Distribution : Ciné-Tamaris
- Musique originale : Pierre Barbaud
- Mixage : Jacques Maumont
- Image : Willy Kurant, William Lubtchansky, Jean Orjollet
- Montage : Janine Verneau
- Création des décors : Jean Didenot
- Décoration de plateau : Claude Pignot
- Pays de production :  Suède,  France
- Langue : français
- Format : Noir et blanc - 35 mm - Son mono
- Genre : Film dramatique et fantastique
- Durée : 92 minutes (1h32)
- Dates de sortie : 
  - Suède : 14 octobre 1966
  - France : 3 septembre 1966
- Affiche : Georges Kerfyser (France)

## Distribution
- Michel Piccoli : Edgar Piccoli
- Catherine Deneuve : Mylène Piccoli
- Lucien Bodard : l'ingénieur Ducasse
- Nino Castelnuovo : Jean Modet, l'électricien italien
- Jacques Charrier : René de Montyon
- Bernard Lajarrige : le Docteur Destau
- Eva Dahlbeck : Michèle Quellec
- Jeanne Allard : Henriette
- Joëlle Gozzi : Suzon
- Pierre Danny : Max, le marchand de draps
- Louis Falavigna : Pierre, le marchand de draps
- Alain Roy : le vieux Quellec
- Marie-France Mignal : Viviane Quellec
- Britta Pettersson : Lucie de Montyon
- Ursula Kubler : la maîtresse de René

## Production
Agnès Varda explique Les Créatures comme une démonstration de la nature confuse de l'inspiration, en la présentant comme une forme qui peut venir de toutes les directions, comme les personnes que l'on connaît ou son environnement. Toutes ces sources d'inspiration créent leur propre désordre, qu'il faut savoir reconnaître et ordonner pour créer une histoire.
Il s'agit du quatrième long-métrage de fiction d'Agnès Varda, après La Pointe courte, Cléo de 5 à 7 et Le Bonheur. Le film est tourné à Noirmoutier entre le 1er septembre et le 15 octobre 1965. Le film est dédié à Jacques Demy.

## «La Cabane de l'échec»
En 2006, Agnès Varda présente à la Fondation Cartier pour l'art contemporain La Cabane de l'échec, ensuite renommée La Cabane du cinéma, une installation d'art contemporain représentant une cabane composée de pellicules utilisées à Noirmoutier pendant le tournage du film, dans un effort de faire revivre Les Créatures après son échec commercial et de solidifier son existence dans sa cinématographie.
L'installation est présentée dans le documentaire d'Agnès Varda, Les Plages d'Agnès en 2008.